# Susumu Katsumata
Susumu Katsumata (勝俣 進 Katsumata Susumu?, nacido el 17 de febrero de 1956 en Yamanashi) es un exfutbolista japonés que se desempeñaba como delantero y entrenador.

## Clubes

### Como futbolista
| Club    | País  | Año         |
| ------- | ----- | ----------- |
| Kofu SC | Japón | 1978 - 1984 |

### Como entrenador
| Club           | País  | Año  |
| -------------- | ----- | ---- |
| Kofu SC        | Japón | 1994 |
| Ventforet Kofu | Japón | 1999 |